# 琴葉喜林芋
琴葉喜林芋（學名：Philodendron panduriforme）又名琴葉蔓綠絨，為天南星科喜林芋屬的一種植物，又名青叶藤、琴叶蔓绿绒、圆叶蔓绿绒、琴叶树藤等。為多年生草本，茎绿色蔓生，上具气生根，可攀附于其他物体上生长。叶草质，心形。喜温热多湿的气候，喜半阴，极耐阴。生长适温为25 ~30℃。
青叶藤四季常绿，极耐阴，适合家庭室内布置。垂盆栽种可挂置于有散射光的卫生间启厅内墙角、书橱边。因杏叶藤立柱式栽培的叶片下垂，不外展，形成一绿色圆柱状，不占空间，极适合放置于墙角、书桌边.